# التهاب الحشفة البلازماوي
التهاب الحشفة البلازماوي هي حالةٌ جلدية تحدثُ فيها آفةٌ جلديةٌ التهابيةٌ حميدة، تتميز نسيجيًا بوجود ارتشاحٍ للخلايا البلازمية.:657
وُصفت حالةٌ مشابهةٌ في النساء، تُعرف باسم «التهاب الفرج لزون»، ولكن على الرغم من هذا، إلا أنَّ وجودها يُعد موضوعًا جدليًا؛ وذلك بسبب احتمال حدوث خطأ في تشخيص العديد من الحالات التي أُبلغ عنها في الأبحاث والدراسات الطبية.
تُسمى هذه الحالة أيضًا باسم «التهاب الحشفة لزون»، وذلك نسبةً إلى جاي. جاي. زون، الذي وصفها للمرة الأولى عام 1952.